# Waltham Abbey

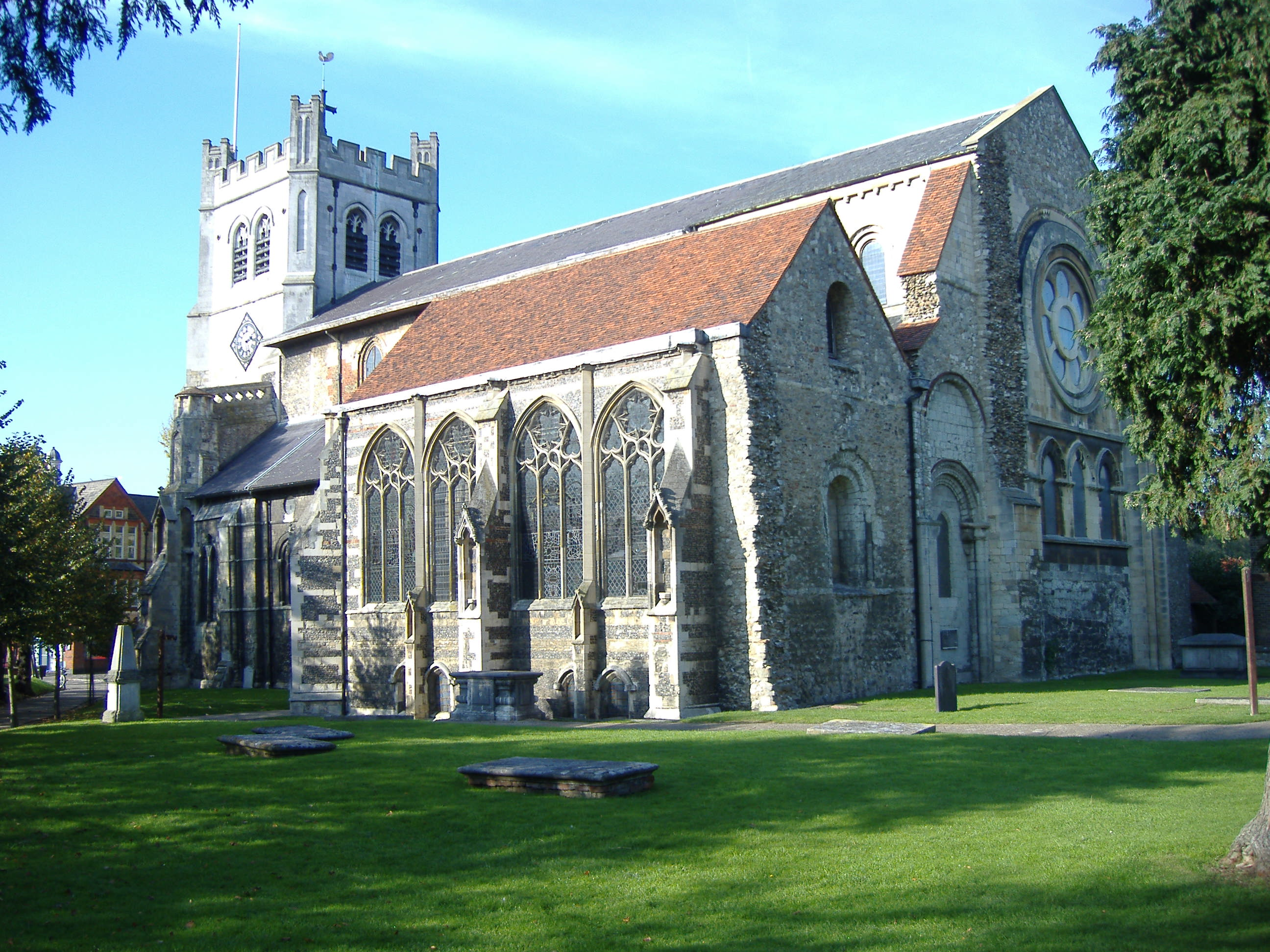
Ehemalige Abteikirche Holy Cross and St. Lawrence

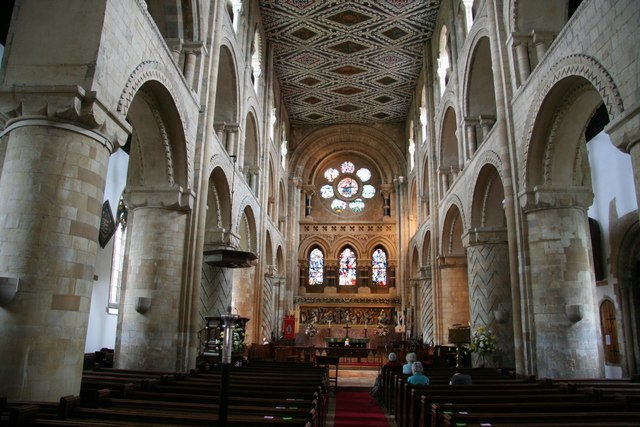
Innenraum

Die Waltham Abbey in der Kleinstadt Waltham Abbey, Essex, in der nördlichen Agglomeration von London war ein Augustiner-Chorherren-Stift, das auf eine Gründung des 11. Jahrhunderts zurückging und bis zur Auflösung der englischen Klöster im 16. Jahrhundert bestand. Es erlangte durch seine Verbindung mit dem Leben und Sterben König Haralds II. europaweite Berühmtheit. Die umgebaute ehemalige Abteikirche ist heute anglikanische Pfarrkirche; die übrigen Gebäude sind verschwunden.

## Geschichte

### Gründung
Die Gründungslegende aus dem 12. Jahrhundert führt die Entstehung des Klosters auf die Auffindung eines wundertätigen Kreuzes durch einen Bauern im Jahr 1035 zurück. Der Fund habe zum Bau und zur Dotation der Heilig-Kreuz-Kirche durch den Grundherrn Tofig (Tovi), einen Höfling Knuts des Großen, geführt. Über verschiedene angenommene, möglicherweise sehr alte Vorgängerbauten an derselben Stelle ist nichts Sicheres bekannt.

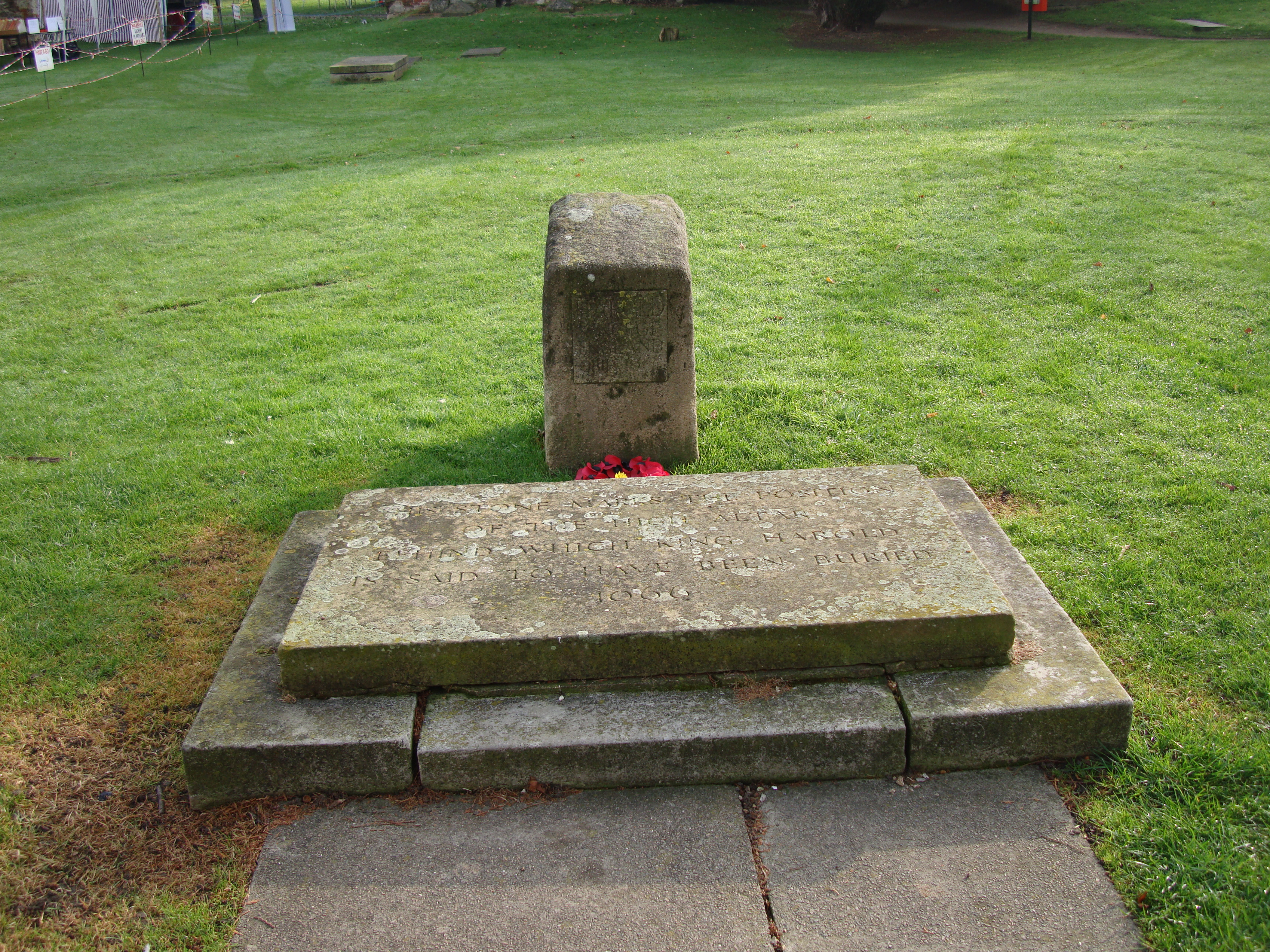
Neuzeitliches Grabmal Haralds II. im abgetragenen Chor der Kirche; der liegende Stein trägt die Inschrift This stone marks the position of the high altar behind which King Harold is said to have been buried 1066, der stehende die Inschrift Harold King of England OBIIT 1066.

Nach Tofigs Tod ging die Anlage in den Besitz Harold Godwinsons, des späteren Königs Harald II., über. Er vergrößerte die Kirche, stattete sie mit weiteren Gütern aus und richtete bei ihr ein Stift mit zwölf Säkularkanonikern ein. Die feierliche Kirchweihe vollzog der Erzbischof von York Cynesige in Gegenwart König Edwards wahrscheinlich am 3. Mai 1060. Das neue Heiligtum zog bald Wallfahrer an.
Harold Godwinson, nach Edwards Tod im Januar 1066 zum König gewählt, starb am 14. Oktober desselben Jahres in der Schlacht bei Hastings, die die normannische Eroberung Englands besiegelte. Der Überlieferung zufolge wurde sein Leichnam von seiner Geliebten Edith Schwanenhals in Begleitung zweier Walthamer Konventualen auf dem Schlachtfeld gefunden und anschließend in der Abteikirche beigesetzt. Die Grabstätte im abgetragenen Chor der Kirche, östlich der heutigen Ostwand, wurde jedoch erst viel später mit einem Epitaph ausgestattet und ist nicht zweifelsfrei identifiziert. Alljährlich um Haralds Todestag im Oktober finden dort Gedenkfeiern und ein Mittelalter-Festival statt.
Wilhelm der Eroberer ließ das Stift Waltham bestehen, verringerte jedoch im Zuge der Neuverteilung des englischen Landbesitzes (Domesday Book) dessen Güter. Wilhelm II. ließ kostbare Teile der beweglichen Ausstattung nach Caen bringen.

### Augustiner-Chorherren
1170 wurde der Erzbischof von Canterbury Thomas Becket von vier Rittern Heinrichs II. ermordet; die Tat wurde dem König angelastet. Heinrich gelobte zur Sühne die Gründung eines augustinischen Regularkanonikerstifts. Er löste das Gelübde ein, indem er mit päpstlicher Genehmigung die Säkularkanoniker mit Abfindungen aus Waltham auswies – als Begründung wurde moralischer Verfall genannt – und die Gebäude und Güter 1177 einem neugegründeten Konvent von Augustiner-Chorherren übergab. Das Priorat wurde 1184 zur Abtei erhoben. Anschließend begann der großteils vom König finanzierte Ausbau der Abteikirche, der mit der Neuweihe durch den Bischof von Norwich William Raleigh am 30. September 1242 abschloss.
In der Folgezeit wurde Waltham weiter mit Privilegien und Besitzungen ausgestattet. Es war königliche Abtei ohne bischöfliche Oberhoheit mit dem Recht der freien Abtswahl. Unter den englischen Augustiner-Chorherren-Stiften hatte Waltham den ersten Rang und kulturelle Strahlkraft. Der Abt war Mitglied des Parlaments. Ein Marktrecht – zweimaliger Jahrmarkt – förderte das Wachstum der Handwerker- und Kaufmannssiedlung. Das Stift war aber auch in zahlreiche Rechtsstreitigkeiten verwickelt.

### Niedergang und Aufhebung
Einen tiefen Einschnitt bedeutete auch für Waltham die europäische Pestepidemie der 1350er Jahre, einen weiteren der englische Bauernaufstand 1381. 1410 wurde das Stift Opfer eines bewaffneten Raubüberfalls, 1423 kündigten die Ministerialen mehrerer abhängiger Güter ihre Leistungen auf.
Die formelle Aufhebung des Stifts unter Heinrich VIII. erfolgte am 23. März 1540 ohne Widerstand, nachdem Abt und Konvent mit großzügigen Versorgungsleistungen abgefunden worden waren. Der Grundbesitz ging in verschiedene Hände über. Ein anfänglicher Plan, Waltham zum Bischofssitz zu machen, kam nicht zur Ausführung.
Das als wundertätig verehrte Kreuz wurde zerstört und der Pilgerstrom versiegte. Die Konventsgebäude wurden als Steinbruch verwendet, ebenso der Chor, das Querhaus und der Vierungsturm der Kirche. Lediglich das normannische Langhaus, das schon vorher der Ortsbevölkerung als Pfarrkirche gedient hatte, sowie die gotische Marienkapelle (Lady Chapel) aus dem 14. Jahrhundert blieben erhalten. Ein neuer Westturm entstand aus Steinen der zerstörten Bauteile im 16. Jahrhundert im Tudorstil.

## Waltham Abbey in der deutschsprachigen Literatur
Die Auffindung der Leiche Haralds II. durch Edith auf dem Schlachtfeld von Hastings und seine Beisetzung in Waltham Abbey beflügelte die Phantasie deutscher Romantiker. Heinrich Heine gestaltete aus dem Stoff seine Ballade Schlachtfeld bei Hastings (1851). Theodor Fontane machte ihn im 25. Kapitel seines Romans Der Stechlin (1897) zum Konversationsthema.